# Laviéville
Laviéville (picardisch: Lavièville) ist eine nordfranzösische Gemeinde mit 169 Einwohnern (Stand 1. Januar 2022) im Département Somme in der Region Hauts-de-France. Die Gemeinde gehört zum Kanton Albert und ist Teil der Communauté de communes du Pays du Coquelicot.

## Geographie
Laviéville liegt auf den Höhen westlich des Flüsschens Ancre. Die Départementsstraße D119 durchzieht die Gemeinde, die sich im Norden bis an die Départementsstraße D91 und im Süden bis an die Départementsstraße D929 von Amiens nach Bapaume erstreckt.

## Geschichte
Die Gemeinde erhielt als Auszeichnung das Croix de guerre 1914–1918.

## Einwohner
| 1962 | 1968 | 1975 | 1982 | 1990 | 1999 | 2006 | 2010 |
| ---- | ---- | ---- | ---- | ---- | ---- | ---- | ---- |
| 110  | 104  | 126  | 129  | 136  | 134  | 152  | 155  |

## Verwaltung
Bürgermeister (maire) ist seit 2001 Michel Watelain.	

## Sehenswürdigkeiten
- Kirche Mariä Himmelfahrt (Notre-Dame de l’Assomption)